# 银塔 (法兰克福)
银塔 (Silberturm),原名德累斯顿银行大厦（Dresdner-Bank-Hochhaus）、尤尔根·庞托大厦（Jürgen-Ponto-Hochhaus），是德国黑森州法兰克福的一座摩天大楼，高32层，166.3米，未来主义建筑，位于火车站区（Bahnhofsviertel）。从1978年到2008年，该楼曾是德国最大的银行之一德累斯顿银行总部的一部分。
从1978年到1990年，该楼曾为德国最高建筑。

## 历史
银塔由比尔芬格·伯杰兴建于1978年，位于尤尔根·庞托广场。广场以1977年被红军派谋杀的德累斯顿银行总裁尤尔根·庞托（Jürgen Ponto）命名。2003年，德累斯顿银行建造了新楼伽利略大厦。
2009年，德国商业银行收购德累斯顿银行后，将银塔出租给德国铁路使用，伽利略大厦则继续由商业银行使用。